# Ricardo Modrego
Ricardo Modrego Vagaray (ur. 19 października 1934 w Madrycie, zm. 17 stycznia 2017 w Pozuelo de Alarcón) – hiszpański gitarzysta flamenco. Nagrał on trzy albumy z młodym Paco de Lucía, które były jego pierwszymi w karierze. Płyty, które wspólnie nagrali, to: Dos guitarras flamencas (1964), 12 canciones de García Lorca para guitarra i 12 éxitos para 2 guitarras flamencas (1965).